# Гирш, Владимир Викторович
Владимир Викторович Гирш (1873—1916) — русский военный деятель, генерал-майор (1916). Герой Первой мировой войны, смертельно ранен в бою.

## Биография
В службу вступил в 1890 году после окончания Московского реального училища. В 1891 году после окончания Михайловского артиллерийского училища по I разряду произведён в подпоручики и выпущен в 3-ю конно-артиллерийскую батарею.
В 1897 году произведён в поручики, в 1900 году  в штабс-капитаны. С 1904 году после окончания Офицерской артиллерийской школы произведён в капитаны гвардии. С 1910 года полковник гвардии — командир 2-й батареи Лейб-гвардии 1-й артиллерийской бригады 1-й гвардейской пехотной дивизии. 

С 1914 года участник Первой мировой войны во главе своей батареи. С 1915 года командир 1-го дивизиона Лейб-гвардии 1-й артиллерийской бригады. Высочайшим приказом от 3 февраля 1915 года за храбрость награждён Георгиевским оружием: 
За то, что в бою с 25 - 27 августа 1914 года при деревне Зарашев лично руководил вверенной ему батареей с явной личной опасностью от ружейного и артиллерийского огня, находясь все время на передовом наблюдательном пункте. Стрельбой своей батареи он оказал полное содействие лейб-гвардии Измайловскому полку занять укрепленную австрийскую позицию. По занятии позиции 27 августа 1914 года, немедленно вывел батарею вперед, на высоту передовых цепей, энергичным огнем преследовал отступающего противника, чем дал возможность пехоте устроиться на занятой позиции
Высочайшим приказом от 17 июля 1916 года произведён в генерал-майоры. 19 июля 1916 года был смертельно ранен в бою. Высочайшим приказом от 27 июля 1916 года исключён из списков умершим от ран, полученных в бою с неприятелем. 

## Награды
- Орден Святого Станислава 3-й степени с мечами и бантом (Мечи — ВП 30.12.1916)
- Орден Святой Анны 3-й степени с мечами и бантом (Мечи — ВП 28.07.1915)
- Орден Святого Станислава 2-й степени с мечами (ВП 1910; Мечи — ВП 13.04.1915)
- Орден Святой Анны 2-й степени с мечами (ВП 1913; Мечи — ВП 12.02.1915)
- Орден Святого Владимира 4-й степени с мечами и бантом (ВП 28.10.1914)
- Георгиевское оружие (ВП 03.02.1915)
- Орден Святого Владимира 3-й степени с мечами (ВП 26.02.1915)